# Altica carinata
Altica carinata är en skalbaggsart som beskrevs av Ernst Friedrich Germar 1824. Altica carinata ingår i släktet Altica och familjen bladbaggar. Inga underarter finns listade i Catalogue of Life.